# Scheibenschlagen

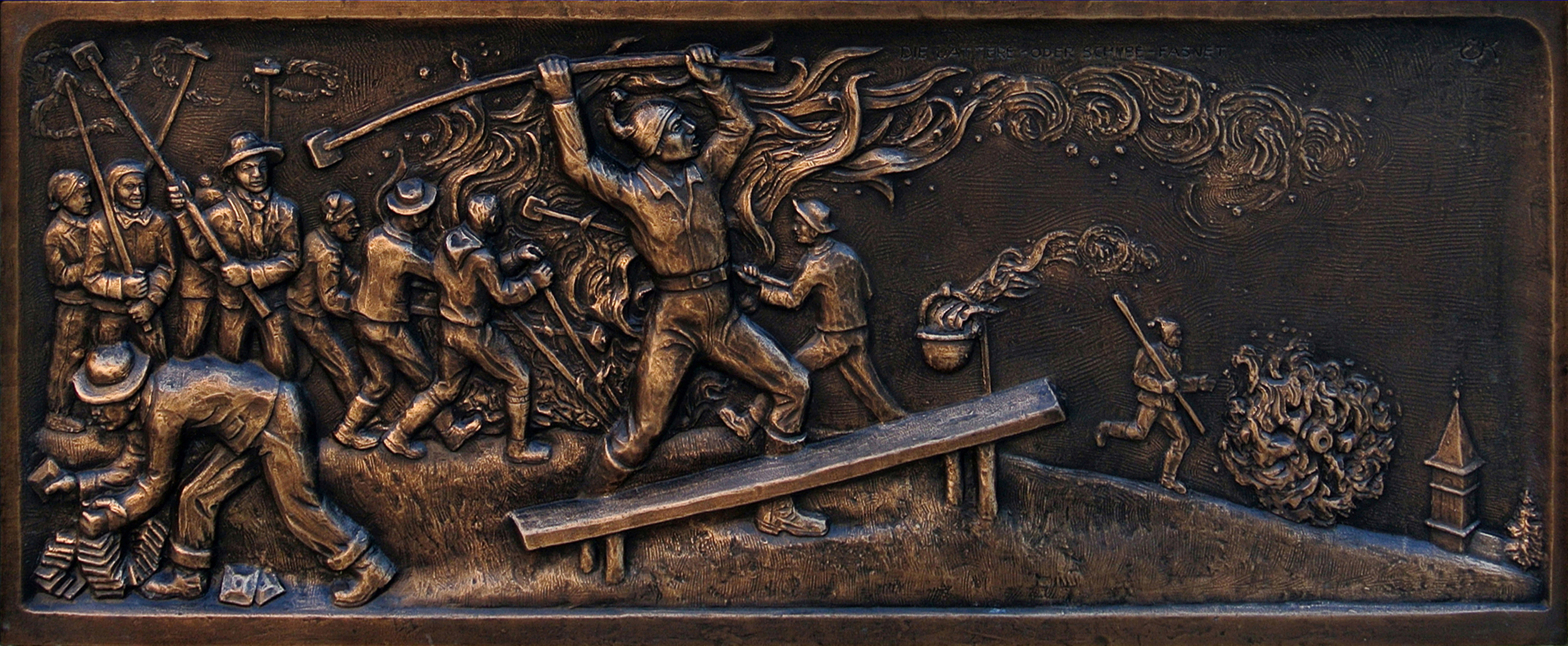
Relief vom „Schiibeschlage“ am Schuttigbrunnen in Elzach
(Erwin Krumm, 1967)

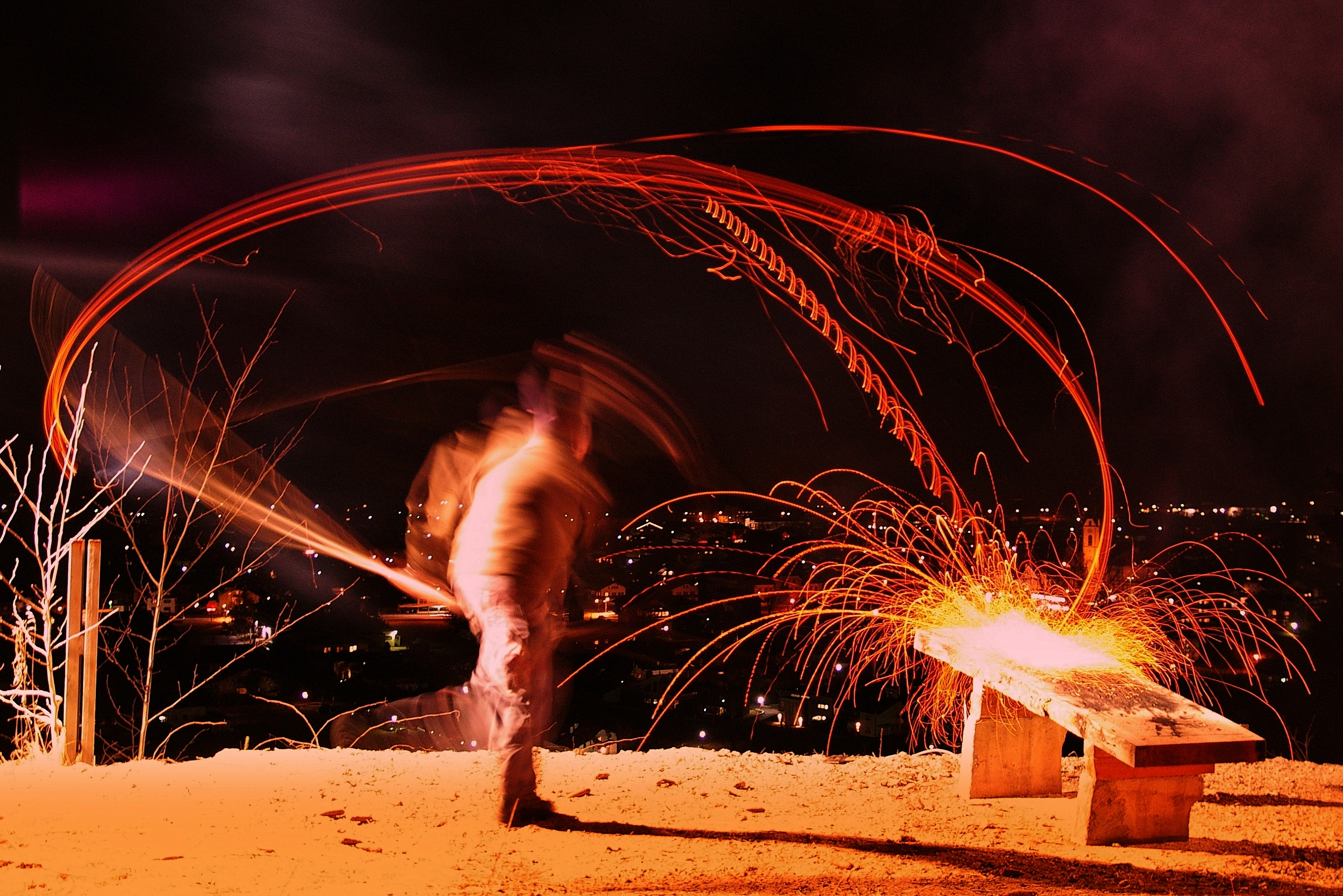
Scheibenschlagen vor dem Nachthimmel
(Zams, Tirol, Februar 2008)

Das Scheibenschlagen ist ein Feuerbrauch in Mitteleuropa, bei welchem im „Scheibenfeuer“ (alemannisch: „Schiibefüür“, elsässisch „Schiewackefier“) bzw. „Fastnachtsfeuer“- oder „Funkenfeuer“ glühend gemachte kreisrunde oder quadratische „Scheiben“, in der Regel aus Buchenholz, von Anhöhen oder Berghängen talabwärts katapultiert werden, indem sie, an die Spitze eines „Steckens“ gesteckt, mit einem tangentialen Schlag über eine ebenfalls hölzerne Rampe („Scheibenbock“) beschleunigt wurden.
Scheibenschlagen gehört seit 2012 zum Immateriellen Kulturerbe der Schweiz und seit 2015 zum Immateriellen Kulturerbe in Österreich.

## Geschichte
Erstmals urkundlich bezeugt ist das Scheibenschlagen bereits im Jahr 1090: Durch eine geschlagene brennende Scheibe wurde am 21. März 1090 ein Nebengebäude des Klosters Lorsch in Brand gesetzt.

## Verbreitung

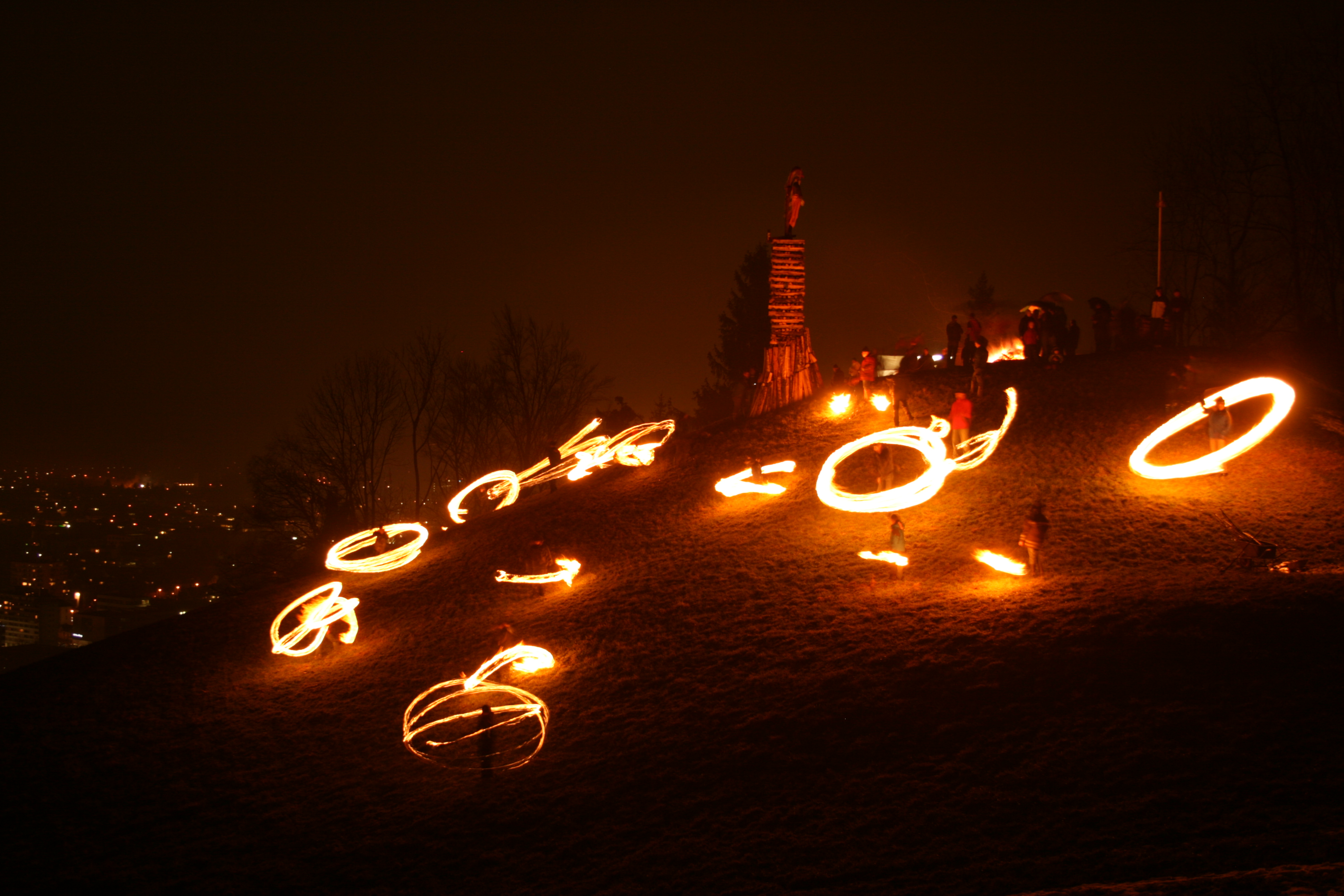
Glühend auf ihren Stöcken rotierend bewegte Scheiben beim Bürgler Funkenfeuer (Dornbirn, Österreich, Februar 2012)

Zentrum der Brauchausübung sind heutzutage der schwäbisch-alemannische Raum, der Südtiroler Vinschgau und Vorarlberg. In Tirol, wo der Brauch früher weit verbreitet war, wird er nur noch in der Gegend um Landeck und im hinteren Virgental aktiv ausgeübt, ist aber in vielen Flurbezeichnungen erhalten geblieben (Scheibschlagalm im Brixental, Scheibenbichl in Imst usw.).
Besonders verbreitet ist der Brauch in und um den südlichen Teil der Oberrheinischen Tiefebene, im Markgräflerland, Schwarzwald, Breisgau, Baselbiet und Elsass sowie in Vorarlberg, Teilen West- und Südtirols sowie im Bündner Oberland (Danis-Tavanasa) und im Churer Rheintal (Untervaz). Der nördlichste Ort, an dem das Scheibenschlagen noch heute aktiv betrieben wird, ist der Kämpfelbacher Ortsteil Ersingen in Nordbaden. Darüber hinaus ist das Scheibenschlagen auch bei den „Sathmarer Schwaben“ in Nordrumänien bekannt.

## Ausübung

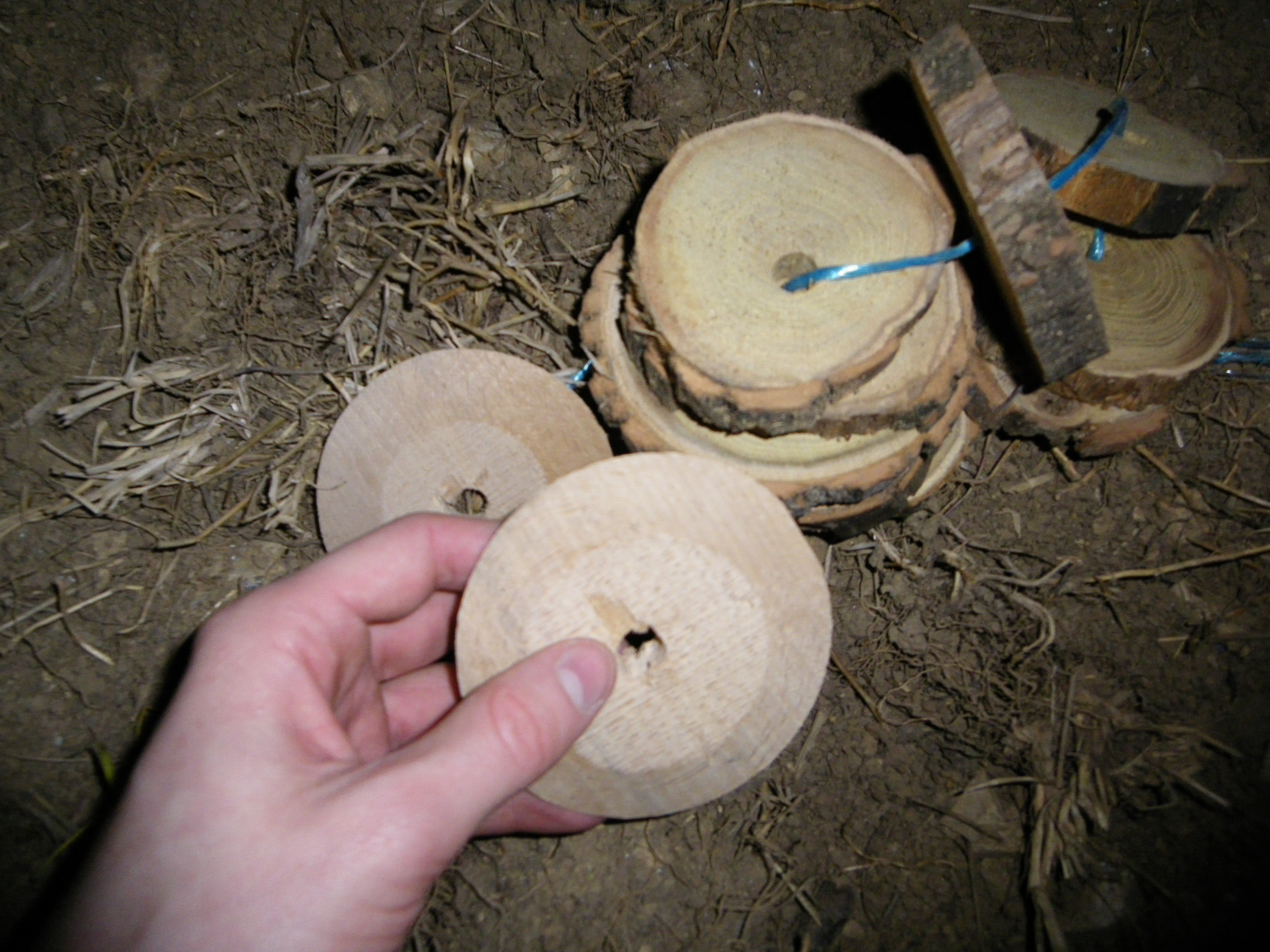
Scheiben fürs „Schiewackefier“,
links: gedrechselte,
rechts: aus Stirnholz, Kreisabschnitte eines dünnen Holzstamms bzw. -asts

Der Brauch wird als Teil der Alten- bzw. Bauernfastnacht am ersten Fastensamstag (erster Samstag nach Aschermittwoch) oder Fastensonntag, auch in Überformung zum Teil heidnischen Winteraustreibens und Fruchtbarkeits- bzw. Flurzaubers zur Osterzeit abgehalten. Dieser Sonntag trägt regional unterschiedliche Namen, z. B. Funkensonntag, Holepfannsunntag, Kassunnti (Käsesonntag), Küachlisunntig, Küechlesonntag oder Alti Fasnet. Eine Ausnahme bilden z. B. Bernau im Schwarzwald, wo bis zu acht Scheibenfeuer über die ganze Dauer der ganzen schwäbisch-alemannischen Fasnachtswoche (außer Aschermittwoch) brennen oder Eschbach bei Stegen im Dreisamtal bei Freiburg im Breisgau, wo das Fastnachtsfeuer noch ein Wochenende später angezündet wird; hier ist das Scheibenschlagen unter Anleitung eines gewählten „Scheibenvaters“ auch den unverheirateten „Jungmännern“ (Junggesellen) des Dorfs nach ihrem 18. Geburtstag vorbehalten. Im Elztal im Schwarzwald und angrenzenden Seitentälern findet das Scheibenschlagen traditionell am Sonntag Laetare statt, dem vierten Fastensonntag.
Veranstaltet wird das Scheibenschlagen meist von Vereinen, Funkenzünften, Pfadfindern oder der Freiwilligen Feuerwehr; im Alemannischen Sprachgebiet ortsweise traditionell auch von den Konfirmanden des Jahrgangs.
In Danis und Dardin (Graubünden) heißt der Brauch trer schibettas (rätoromanisch für ‚Scheibenschlagen‘). Hier wird das Scheibenschlagen durch die so genannte Jungmannschaft organisiert. Alle Knaben ab der 3. Klasse und alle ledigen Männer aus dem Dorf dürfen am trer schibettas teilnehmen. Der Spruch beim Scheibenschlagen lautet: Oh tgei biala schibetta per la … (Name eines Mädchens)! Übersetzt: Oh welche schöne Scheibe für die (Name)! Bei missratenen Scheiben wird z. B.: Oh tgei tgagiarar per il scolast gerufen. In Untervaz (CH-Graubünden) ist der Brauch nur für Knaben und ledige Männer sowie für Väter mit kleinen Knaben gedacht; dort gilt der Name Schybaschlaha – das dort gebräuchliche Dialektwort für ‚Scheibenschlagen‘.
Im Elsass, im Obersaargau und im Bitscher Land heißt der Brauch Schieweschlawe. In manchen Dörfern des elsässisch-schweizerischen Leymentals wird er auch Reedlischwinge (‚Rädchen schwingen‘) genannt.
Der Ort, an dem das Feuer entzündet wird und die Scheiben geschlagen werden, heißt in vielen Orten Scheibenbühel oder Scheibenfelsen.

### Vorbereitungen
Nicht nur das eigentliche Scheibenschlagen, sondern auch das Holzsammeln durch junge Männer, meist die jeweiligen Rekruten oder auch die Konfirmanden des Ortes, war in manchen Regionen mit Ritualen begleitet: In der Ortenau z. Bsp. wie in Rammersweier zogen diese noch in der Mitte des 20. Jahrhunderts mit einem Karren durch den Ort und sangen dabei in psalmodierendem Ton:
Wohl, Wohl Waihe,
Soll, soll saihe!
Gän mer au e Schierli
Zu unserm schöne Fierli!
Glück ins Hüs,
Serme rüs!
Alles guet, was ’r gän:
E Serme od’r e’ Well.
(Waihe: Wehen (der geschwungenen Fahne); saihe: sagen; Schierli: etwas zum Schüren des Feuers; Fierli: Feuer; gän: gebt; Serme: Bündel aus Rebholz; Well: Bündel aus Reisig)
Die Veranstaltung wird meist bereits am späten Nachmittag eingeleitet, indem sich die Bewohner der Ortschaften treffen und warme Getränke und regional unterschiedliche Gebäcke konsumieren. Im alemannischen Raum wird sie auch teilweise traditionell mit einem Fackelzug eingeleitet.
Im Ortenaukreis gibt es vor allem zwei Gemeinden, Rammersweier und Zell-Weierbach, die ein Scheibenschlagen am Fastnachtssonntag austragen. Früher zogen die Schelmen los und versuchten, den 500 m Luftlinie entfernten Scheiterhaufen der anderen vorzeitig zu entzünden. Deshalb wurden früher Nachtwachen aufgestellt.

### Scheibenschlagen

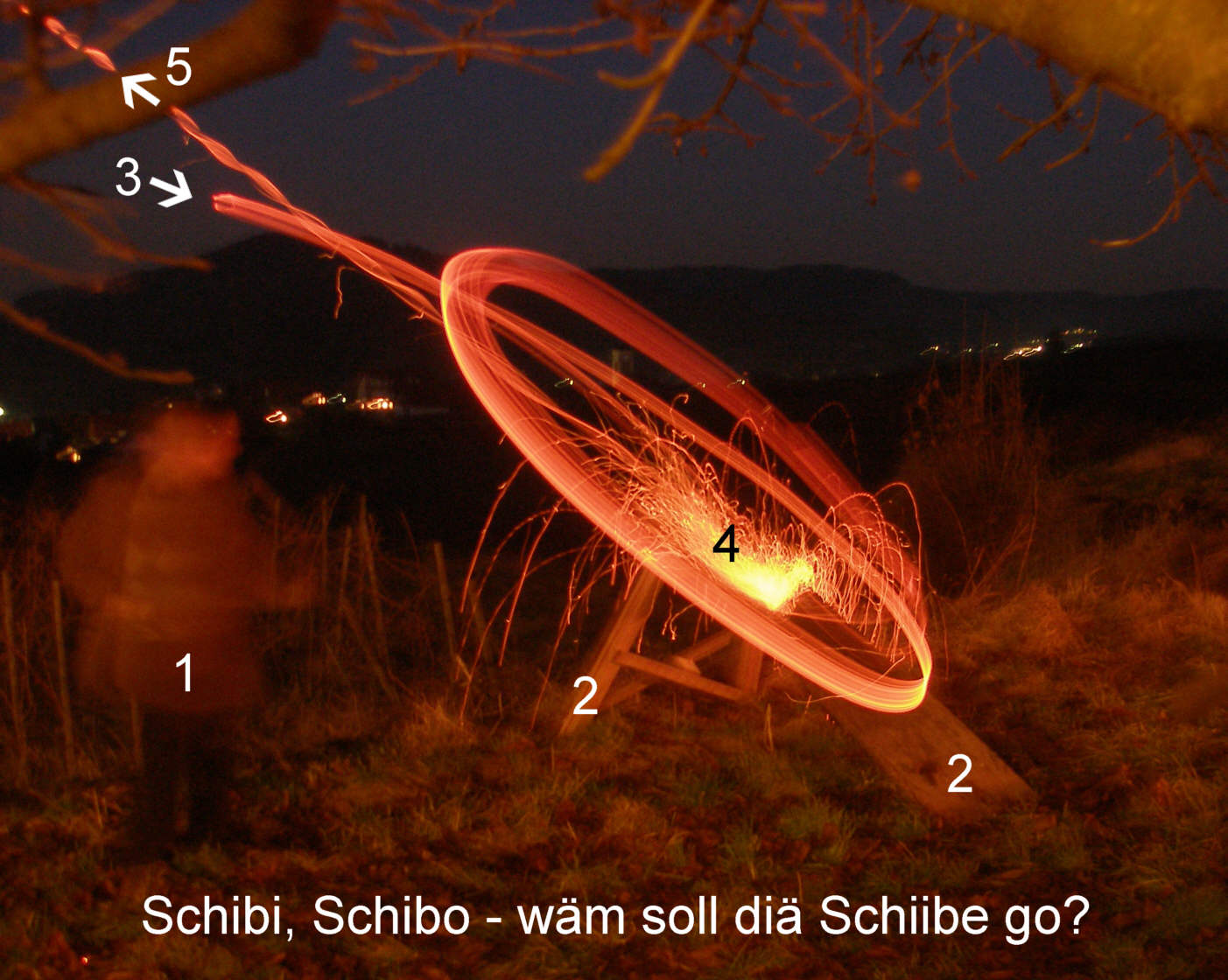
Scheibenschlagen:
1.) Scheibenschläger
2.) Scheibenbock
3.) Die glühende Scheibe wird am Stock geschwungen, dann
4.) flach an den Bock geschlagen, sodass sie
5.) wie eine Sternschnuppe in den Nachthimmel fliegt.

Das Scheibenschlagen beginnt in der Abenddämmerung. Jede Scheibe wird entweder mit einem Gruß des Schlägers an eine andere Person oder mit einem kleinen Vers in die Dunkelheit geschleudert. In manchen Gegenden ist die Veranstaltung beendet, wenn alle Haushalte ihre Scheibe samt Gruß geschleudert haben und keine Scheiben mehr verfügbar sind (was z. T. sehr lange dauern kann).
In Mals im Obervinschgau und Umgebung wird am selben Tag ein ca. 12 m langer Baumstamm, „Hex“ genannt, mit einem Querbalken in Form eines Kreuzes mit Stroh umwickelt, außerhalb des Dorfes auf einer kleinen Anhöhe aufgestellt und nach Anbruch der Dunkelheit entzündet.
Nachdem man alle Scheiben aufgebraucht hat, beginnt der Fackelzug ins Dorf. Danach gehen die Knaben zu den Mädchen nach Hause und werden dort bis in die Morgenstunden bedient. In Danis etwa kehren die Jugendlichen ins Dorf zurück und besuchen in kleinen Gruppen alle Mädchen im Dorf.

### Sprüche beim Schleudern der Scheibe
Alemannischer Raum:
- Schiebi, schiebo, die Schieebe soll go, die Schiebe soll suure, em [Name des Opfers] an d’ Schnurre (Scheibi, scheibo, die Scheibe soll gehen, die Scheibe soll surren, dem [Name des Opfers] auf die Schnauze.)
- Schiebi, schiebo, wem soll die Schiebe go? Die Schiebe soll em … go. Goht sie it, so gilt sie it. (Scheibi, scheibo, für wen soll die Scheibe gehen? Die Scheibe soll für […] gehen. Geht sie nicht, so gilt sie nicht.)
- Schiebi schiebi deberle, wem sot die Schiebe käre? – Fliegt se ned, so gilt se ned, so kärt se keiner Jungfrau ned. Die Schiebe sod de … (bei gutem Flugverlauf: Frauennamen bzw., wenn sie gleich zu Boden geht: im Raibur) kääää… [bis sie aufschlägt] …re. (Scheibe, Scheibe, Kreisel, wem soll die Scheibe gehören? – Fliegt sie nicht, so gilt sie nicht, so gehört sie keiner Jungfrau nicht. Die Scheibe soll der [zugedachter Frauenname, bzw. bei schlechtem Flug: dem Räuber] gehööö… [bis zum Aufschlag] …ren.)

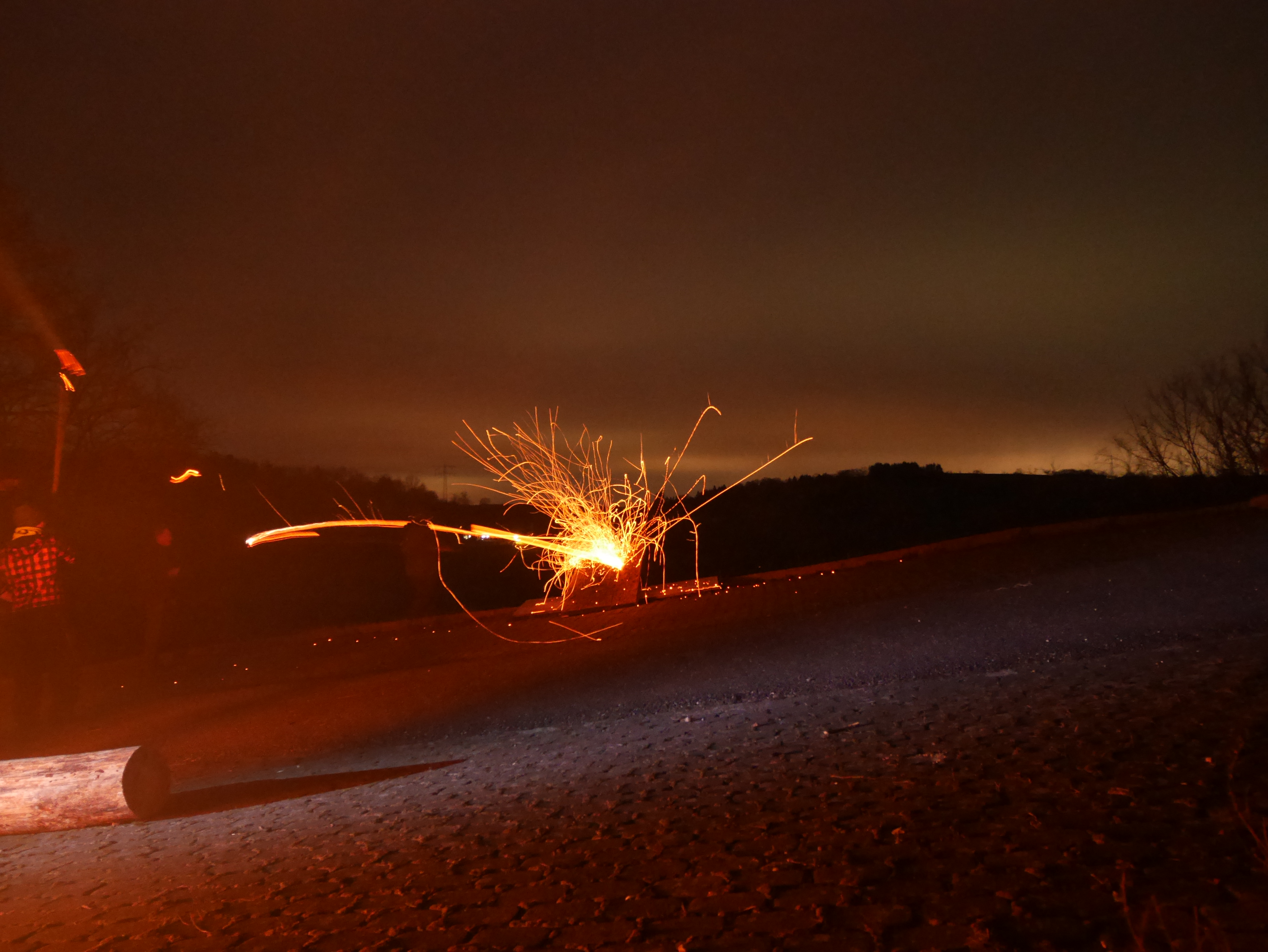
Scheibenschlagen Ersingen Schwung Feuer Funken

- Ersingen (Baden): Scheibehut, Scheibehut (Scheibe=Sonne, Hut=Schutz), üwer Ägger un' Rain, wem soll die Scheibe sein? Sie gaiht links, sie gaiht rechts, sie gaiht meim Schatz (meiner Mutter, meinem Vadder) ewe recht.
- Haslach-Schnellingen: D’Kiechlepfonn het a Bei ab, die Schieb die rollt de Rei nab. Wem soll die Schiebe käre? oder Schiebi schiebe schiebo, wo no soll die Schiebe no? … Goht se net, so gilt se net.
- Rammersweier (Ortenaukreis): Schieb (Scheibe), Schieb über de Rhin (Rhein), für wenn soll die Schieb sin? Die Schieb soll für … sin.
- Zell-Weierbach (Ortenaukreis): Schieb, Schieb über de Rhin, wem soll die Schieb sin? Die Schieb, die soll em … sin.
- Wittelbach (Ortenaukreis): Die Schieb, die Schieb fahrt links, fahrt rechts, wem fahrt se z’recht? Si fahrt em … ins Manöver recht.
- Elzach: Die Schieb, die Schieb, goht ebe nus, so goht sie nid so gilt sie nid, so k’hert sie keinere Jungfrau nid. Wemm soll die Schiebe k’here? … Hol sie!
- Winden im Elztal: Schiebe, Schiebe ho, wem soll die Schiebe gu? Die Schiebe soll de ... ghu! Schiebe hol sie!
- Gutach-Bleibach: Schiebe, Schiebe schlage, wem soll die Schiebe kehre? Die Schiebe soll der/dem … kehre.

Graubünden (Rätoromanischer Sprachraum):
- Untervaz: Hoit und dera sei si! Dia Schiiba, dia Schiiba, dia ghört, dia ghört, dr [Mädchenname]! Hoit und dera sei si! (Die Scheibe, die Scheibe, die gehört der [zugedachter (Mädchen-)Name]! Heute und der sei sie!)
- Danis: Oh tgei biala schibetta per la [Mädchenname]! (Oh, welche schöne Scheibe für die [Mädchenname])! – Bei missratenen Scheiben: Oh tgei tgagiarar per il scolast

Tirol / Südtirol:

- Dia Scheiba, dia Scheiba, dia will i iatz treiba, Schmolz in dr Pfonna, Kiachli in dr Wonna, Pfluag in dr Eard, dass dia Scheiba weit außi geat! (Scheibe, Scheibe, dich will ich nun treiben, Schmalz in der Pfanne, Küchlein in der Wanne, Pflug in der Erde, dass die Scheibe weit raus gehen möge.)
- Südtirol: Scheib, Scheib, weim keart (gehört) dia Scheib? Dia Scheib keart in [Name]. Geat sie guat, hot er’s guat, geat sie letz (schlecht), konn i a nit drfir (kann ich auch nichts dafür). Schaug, wia es Scheibele ausigeat (hinausgeht).
- Vinschgau, Mals (Obervinschgau): Oh reim, reim, va wem weard eppar dia Scheib sein? – Dia Scheib’ und mei Kniascheib’ kearn dem Hanssmerl und der Seffa zun a guate Nocht, bis die Bettstatt krocht. Geaht sie guat, hobn si’s guat, schaug, wia mei Scheibele ausigeat (Oh, reim, reim, von wem wird denn die Scheibe sein? – Die Scheibe und meine Kniescheibe gehören dem Hanssmerl und der Josefa für eine gute Nacht, bis die Bettstatt kracht. Geht sie gut, haben sie’s gut, schau, wie meine Scheibe hinausgeht; in verschiedenen Variationen)

Oh rax dax, nimms ban Hax, nimms ban Zeach, schaug, wia mei Scheibele aussi geat! (Oh rax dax, nimm’s bei den Beinen, nimm’s bei den Zehen, schau, wie mein Scheibele hinaus geht!)
- Schluderns: Oh reim, reim, fir wem weard denn dia Scheib sein? Dia Scheib’ und mei Kniascheib’, dia soll in Pforrer und der Haiserin zua sein. Hot’s es it guat, tuat’s es it guat, solls mir und mein Scheibele nit verribl hobn. Korn in der Wonn, Schmolz in der Pfonn, Pfluag untert Eart, schaug wia mei Scheibale aussi geat! (Oh reim, reim, für wen wird denn die Scheibe sein? Die Scheib’ und meine Kniescheib’, die soll dem Pfarrer und der Haiserin (Haushälterin des Widums) sein. Hat sie es nicht gut, tut es nicht gut, soll es mir und meiner Scheibe nicht verdorben sein. Korn in der Wanne, Schmalz in der Pfanne, Pflug unter die Erde, schau’ wie meine Scheiben hinausgeht!)

## Ausrüstung

Quadratische Scheiben, angefast, aus Längsholz

Im alemannischen Raum wird traditionell zum Abschlagen der Scheibe vom Scheibenstecken ein einfaches Bockgerüst aus einem an einem Ende aufgeständerten Holzbrett verwendet, er nennt sich Scheibenbock. Als Scheibe dient eine runde oder quadratische Holzscheibe mit einem Durchmesser bzw. einer Kantenlänge von ca. 10 cm und einer Dicke von knapp 2 cm, in der Regel aus Hartholz (Buche); mittig ist sie durchbohrt, damit sie zum Transport auf eine Schnur oder einen Draht aufgereiht und vor allem auf den Stecken gesteckt werden kann. Mit diesem wird sie ins Feuer bzw. die Glut gehalten, bis sie selbst glühend wird. Diese Glut wird vor dem Abschlag durch Schwingen des Stecken weiter gesteigert. Meist wird ein Haselnuss-Stecken benutzt. Rund zwei Meter lang und möglichst gerade gewachsen müssen die Stöcke sein. Manch einer der Scheibenschläger macht daraus gar eine Wissenschaft, bis die richtigen Stöcke gefunden sind.
Herstellung wie Bezeichnung der Scheiben können auch kleinräumig unterschiedlich sein. Im Leimental werden manche (je nach Dorf – und das kann im Nachbardorf schon anders sein) mit dem Gertel gehauen, andere mit dem Zug- bzw. Ziehmesser gezogen – oder auch gedrechselt. Neben der Bezeichnung Schiibli (Scheibchen) heißen sie auch Reedli (Rädchen) – der Brauch heißt dann „Reedlischwinge“.

## Risiken

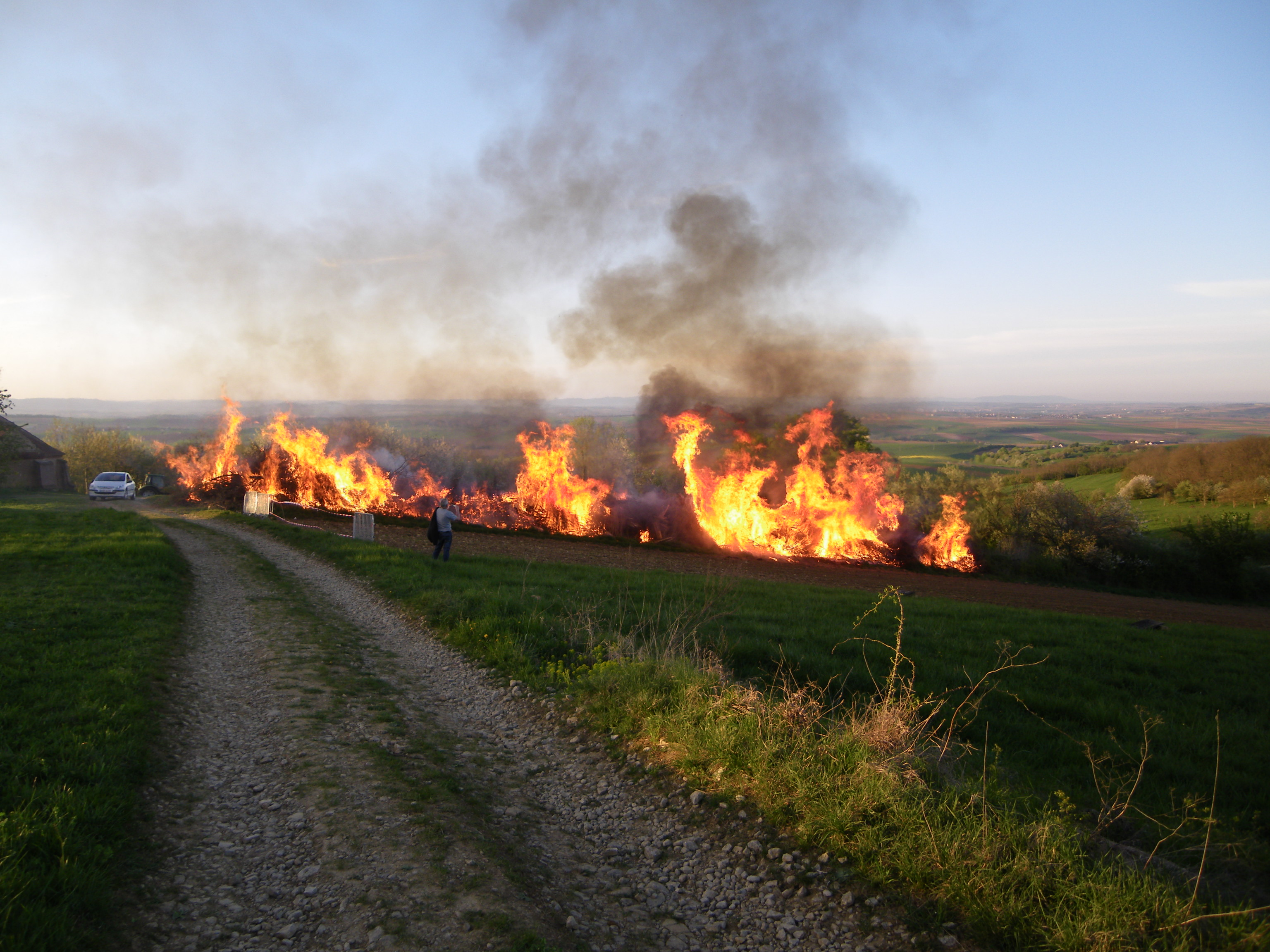
Ausgedehntes Scheibenfeuer

Immer wieder kommt es beim Scheibenschlagen durch die Reste der – in nicht geringer Anzahl geschlagenen – glühenden Scheiben zu Bränden in den talwärts unterhalb gelegenen Hängen, oft Rebhängen, vor allem, wenn Vegetation, Buschwerk und Unterholz nach längerer Trockenheit ausgedörrt bzw. nicht von Schnee bedeckt sind.